# Иерей-сан
«Иере́й-сан» — российский художественный фильм режиссёра Егора Баранова по сценарию Ивана Охлобыстина и Романа Владыкина. Картина вышла в прокат 26 ноября 2015 года. Дистрибьютор — «Люксор Дистрибьюшн». «Иерей-сан. Исповедь самурая» является проектом киностудии «Ортодокс». В главной роли — американский актёр японского происхождения Кэри-Хироюки Тагава. Один из сценаристов фильма, Иван Охлобыстин, исполнил роль антагониста.

## Сюжет
Главный герой — Такуро Накамура (Кэри-Хироюки Тагава), в крещении отец Николай — священник Японской православной церкви, в прошлом — профессиональный спортсмен, кроме того, родной брат главы одного из влиятельных кланов якудза Акими Накамура (Наото Кандзи). Однажды трое молодых якудза из враждебного брату главного героя клана, встретив его на улице ночного города, начинают издеваться над ним. Священник с честью выдерживает испытание и уходит, но ему приходится вернуться: троица напала на девушку. Защищая её, отец Николай разбивает нос и ломает плечевую кость одному из парней, сыну главы клана.
Отец опозоренного парня требует от Такуро голову его брата, но получает отказ. Война группировок якудза неизбежна. После расстрела офиса Акими и гибели невинных людей епископ отца Николая отправляет его служить в российское село Глубокое. Когда он прибывает на место, первыми, кого он встречает, становятся блаженный Макарка (Степан Самойленко), как его ласково называют сельчане, и его мать Дарья Макарова (Надежда Маркина). Затем герой осматривает разрушенную церковь, где уже давно не было служб. Здесь он знакомится с внешне приятным молодым человеком по имени Андрей Нелюбин (Иван Охлобыстин), которого сельчане называют главным благодетелем. У него в Глубоком дача. Ночевать же священнику приходится у Шатуна (Пётр Мамонов). Ночью Шатун будит его с просьбой помочь — горит строение на участке Яхонтовых, где те держат кроликов. Во время тушения разыгрывается настоящая драма: пока сельчане пытаются погасить пламя, вокруг горящего сарая почти на карачках ползает пьяный Петя Ерёмин (Пётр Фёдоров) и орёт, что так Яхонтовым и надо. Глава семьи Константин Яхонтов (Игорь Жижикин) не выдерживает и бьёт Петю. Завязывается потасовка, приезжает наряд, который забирает Чингизку (Азиз Раметов), разнимавшего дерущихся. Отец Николай всё это время наблюдает за дракой и понимает, что там, где нет церкви, нет и мира между людьми.
Чтобы «починить» отношения между людьми, священник начинает восстанавливать церковь. Отец Николай нанимает себе в помощники Петю Ерёмина, в первое утро Петя приходит и получает деньги, но на следующее утро он уже не появляется и Такуро сам идёт к нему. На крыльце плачут женщины — Люба Ерёмина (Дарья Екамасова) и Анна Яхонтова (Любовь Толкалина). В доме вооружённый ружьём Константин Яхонтов пытается убить Ерёмина, обвиняя его в поджоге и пропаже детей: Макарка с Катей Яхонтовой (Алина Бабак) не вернулись с прогулки. В момент, когда Яхонтов уже готов нажать на курок, из ниоткуда появляется машина Нелюбина, из которой вылезают счастливые Макарка с Катей. Нелюбин объясняет, что встретил их на дороге и свозил на прогулку. Всё обошлось, но Константина забирают в участок. Ерёмин собирается написать на него заявление. Вечером отец Николай приходит к Пете, просит простить Яхонтова и рассказывает ему свою историю. Ерёмин забирает заявление. Нелюбин зол. Зная о неадекватной реакции Константина, бывшего военного, побывавшего в горячих точках, он специально подстроил ситуацию с детьми: ему необходимо выселить из деревни всех жителей, так как на её месте находится настоящий клад — природное месторождение красной глины. Нелюбин приходит в церковь к отцу Николаю и велит убираться из деревни. Священник, бывший якудза, не боится угроз.
Во время празднования дня рождения Макарки священника избивают два сотрудника местного отдела полиции, работающие на Нелюбина. Утром Макарка находит его. Священника несут в его комнату. Пока сельчане готовят воду, тряпки и лекарства, Макарка просит у него позвонить в колокол, который мужчины недавно нашли в лесу — это его мечта. Отец Николай обещает, что как только колокол починят, Макарка исполнит своё желание.
Нелюбин готов на всё ради осуществления своей цели. В Глубокое приходят вооружённые люди. План Нелюбина: жителей перестрелять, Глубокое сжечь, трупы растащить по домам. Завязывается перестрелка. Пока Яхонтов с Шатуном отстреливаются от бандитов, остальные бегут укрываться в  церковь. Макарка погибает. Сельчане вместе с отцом Николаем запираются в церкви, но вооружённые бандиты во главе с Нелюбиным пробираются внутрь. Лицом к лицу их встречает священник. Он громко приказывает головорезам убираться. Те лишь смеются, но огромный колокол, который недавно повесили мужчины села, вдруг начинает звонить, а затем обрушивается прямо на головы незваным гостям. На Нелюбина бросается Яхонтов, но священник велит не убивать его.
Заканчивается фильм венчанием Ерёминых — Люба беременна. Отец Николай получает письмо, в котором говорится, что его брат убит. Он спешно улетает в Японию. В аэропорту его встречает сын главы враждебного клана.

## Место съёмки
Село Скнятиново (Ярославская область, Ростовский район) и церковь Казанской иконы Божией Матери.

## В ролях
- Кэри Хироюки Тагава — отец Николай Накамура Такуро
- Иван Охлобыстин — Андрей Николаевич Нелюбин
- Пётр Мамонов — Шатун
- Любовь Толкалина — Анна Яхонтова
- Игорь Жижикин — Константин Яхонтов
- Надежда Маркина — Дарья Макарова
- Пётр Фёдоров — Петя Ерёмин
- Дарья Екамасова — Люба Ерёмина
- Дмитрий Высоцкий — Тихомиров
- Людмила Чурсина — Ульяна Бородина
- Алина Бабак — Катя Яхонтова
- Степан Самойленко — Макарка
- Азиз Раметов — Чингиз
- Никита Ефремов — отец Дормидонт
- Давид Гиоргобиани — владыка Серафим
- Наото Кадзи — Акими Накамура

## Премьера
Фильм вышел в кинотеатральный прокат 26 ноября 2015 года. Официальная премьера фильма состоялась 17 ноября 2015 года в Москве. Также состоялся ряд премьерных показов в нескольких регионах РФ.

## Съёмочная группа
- Автор сценария: Иван Охлобыстин, Роман Владыкин
- Режиссёр-постановщик: Егор Баранов
- Продюсер: Любовь Калинская
- Сопродюсеры: Грант Палагаев и Ольга Герман, Юрий Рязанов
- Музыкальный продюсер фильма — Борис Гребенщиков («Аквариум»)